# Економічний та соціально-науковий факультет Латвійського університету
Економічний та соціально-науковий факультет Латвійського університету (латис. Latvijas Universitātes Ekonomikas un sociālo zinātņu fakultāte, LU ESZF) — один із факультетів Латвійського університету, створений у 2024 році шляхом об’єднання Факультету соціальних наук, факультету бізнесу, управління та економіки, а також Академічного центру європейських студій та розвитку суспільства.